# Maggie Gyllenhaal
Maggie Gyllenhaal, właśc. Margalit Ruth Gyllenhaal (ur. 16 listopada 1977 w Nowym Jorku) – amerykańska aktorka filmowa i telewizyjna, nominowana do Oscara dla najlepszej aktorki drugoplanowej za rolę w filmie Szalone serce (2009). Za swój reżyserski debiut, Córka (2021), była nominowana do Oscara za najlepszy scenariusz adaptowany, Złotego Globu dla najlepszego reżysera, oraz Nagrody Brytyjskiej Akademii Filmowej za najlepszą reżyserię.

## Życiorys
Gyllenhaal urodziła się w rodzinie filmowej. Jej ojciec, Stephen Gyllenhaal pochodzenia szwedzkiego, jest reżyserem. Natomiast jej matka, Naomi Foner, pochodzenia żydowskiego jest autorką scenariuszy filmowych i producentką. Młodszy brat Jake Gyllenhaal jest również aktorem.
Zasiadała w jury konkursu głównego na 67. MFF w Berlinie (2017) oraz na 74. MFF w Cannes (2021).

## Filmografia

### Aktorka
- 1992: Kraina wód (Waterland) jako Maggie Ruth
- 1993: Niebezpieczna kobieta (A Dangerous Woman) jako Patsy Bell
- 1996: Shattered Mind jako klienta w butiku
- 1998: Patron kłamców (The Patron Saint of Liars) jako Lorraine Thomas
- 1998: Amatorzy w konopiach (Homegrown) jako Christina, opiekunka do dziecka
- 1999: W rytmie rock and rolla (Shake, Rattle and Roll: An American Love Story)
- 1999: Odkupienie (Resurrection) jako Mary
- 2000: Cecil B. Demented jako Raven
- 2000: The Photographer jako Mira
- 2001: Chłopaki mojego życia (Riding In Cars With Boys) jako Amelia Forrester
- 2001: Donnie Darko jako Elizabeth Darko
- 2002: 40 dni i 40 nocy (40 Days and 40 Nights) jako Samantha
- 2002: Niebezpieczny umysł (Confessions of a Dangerous Mind) jako Debbie
- 2002: Adaptacja (Adaptation.) jako Caroline Cunningham
- 2002: Sekretarka (Secretary) jako Lee Holloway
- 2003: Dom nadziei (Casa de Los Babys) jako Jennifer
- 2003: Uśmiech Mony Lizy (Mona Lisa Smile) jako Giselle Levy
- 2004: Criminal – Wielki przekręt (Criminal) jako Valerie
- 2004: Rewizja osobista (Strip Search) jako Linda Sykes
- 2004: The Pornographer: A Love Story jako Sidney
- 2005: Szczęśliwe zakończenia (Happy Endings) jako Jude
- 2005: Sherry (SherryBaby) jako Sherry Swanson
- 2005: Kwestia zaufania (Trust the Man) jako Elaine
- 2005: Nowy, lepszy świat (The Great New Wonderful) jako Emme Keller
- 2006: Straszny dom (Monster House) jako Zee (głos)
- 2006: Przypadek Harolda Cricka (Stranger Than Fiction) jako Ana Pascal
- 2006: World Trade Center jako Allison Jimeno
- 2006: Zakochany Paryż (Paris, je t'aime) jako Liz (nowela „Quartier des Enfants Rouges”)
- 2007: High Falls jako April
- 2008: Mroczny rycerz (The Dark Knight) jako Rachel Dawes
- 2009: Szalone serce (Crazy Heart) jako Jean Craddock
- 2009: Para na życie (Away We Go) jako L.N. Fisher-Herrin
- 2010: Niania i wielkie bum (Nanny McPhee and the Big Bang) jako Isabel Green
- 2011: Histeria. Romantyczna historia wibratora (Hysteria) jako Charlotte Dalrymple
- 2012: The Corrections jako Denise
- 2012: Bez kompromisów (Won’t Back Down, Learning to Fly) jako Jamie Fitzpatrick
- 2013: Świat w płomieniach (White House Down) jako Finnerty
- 2014: Frank jako Clara
- 2014: Uczciwa kobieta (The Honourable Woman) jako Nessa Stein
- 2017: Kroniki Times Square (The Deuce) jako Eileen "Candy" Merrell
- 2018: Przedszkolanka (The Kindergarten Teacher) jako Lisa Spinelli

### Reżyseria
- 2021: Córka (The Lost Daughter)